# Графтон (тауншип, Миннесота)
Графтон (англ. Grafton) — тауншип в округе Сибли, Миннесота, США. На 2000 год его население составило 259 человек.

## География
По данным Бюро переписи населения США площадь тауншипа составляет 101,42 км², из которых 101,0 км² занимает суша, а 0,4 км² — вода (0,41 %).

## Демография
По данным переписи населения 2000 года здесь находились 259 человек, 89 домохозяйств и 72 семьи.  Плотность населения —  2,6 чел./км². На территории тауншипа расположено 100 построек со средней плотностью 1,0 построек на один квадратный километр. Расовый состав населения: 98,07 % белых, 0,77 % коренных американцев и 1,16 % приходится на две или более других рас. Испанцы или латиноамериканцы любой расы составляли 1,16 % от популяции тауншипа.
Из 89 домохозяйств в 44,9 % воспитывались дети до 18 лет, в 76,4 % проживали супружеские пары, в 2,2 % проживали незамужние женщины и в 18,0 % домохозяйств проживали несемейные люди. 15,7 % домохозяйств состояли из одного человека, при том 12,4 % из — одиноких пожилых людей старше 65 лет. Средний размер домохозяйства — 2,91, а семьи — 3,27 человека.
32,4 % населения — младше 18 лет, 6,6 % — в возрасте от 18 до 24 лет, 28,2 % — от 25 до 44, 20,8 % — от 45 до 64, и 12,0 % — старше 65 лет. Средний возраст — 36 лет. На каждые 100 женщин приходилось 102,3 мужчин. На каждые 100 женщин старше 18 приходилось 113,4 мужчин.
Средний годовой доход домохозяйства составлял 45 250 долларов и средний доход семьи был 46 750 долларов. Средний доход мужчин —  36 458  долларов, в то время как у женщин — 15 833. Доход на душу населения составил 18 045 долларов. За чертой бедности находились 2,5 % семей и 4,3 % всего населения тауншипа, из которых 2,2 % младше 18 и 7,1 % старше 65 лет.